# Episema declinans
Episema declinans är en fjärilsart som beskrevs av Otto Staudinger 1891. Episema declinans ingår i släktet Episema och familjen nattflyn. Inga underarter finns listade i Catalogue of Life.